# Muela del juicio

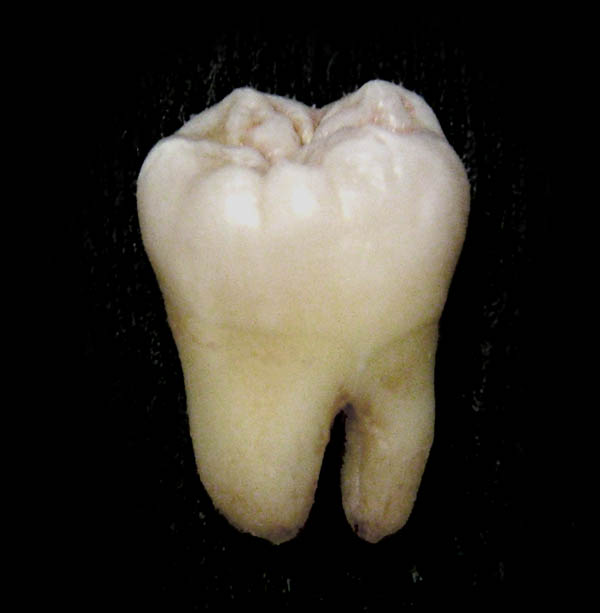
Cordal inferior.

Las muelas del juicio (también, cordales o terceros molares) son el tercer molar de los seres humanos. Erupcionan generalmente entre los 17 y 25 años de edad, si bien pueden aparecer a una edad más temprana o más avanzada, y en ocasiones, no hacerlo nunca, por estar retenidas (impactadas) o por no haberse formado en absoluto (agenesia).
Se llaman muelas del juicio ya que a la edad en que aparecen las personas tienen un juicio más desarrollado y completo que cuando aparece el resto de la dentición definitiva.
Existen cuatro muelas cordales (una por cada cuadrante bucal) y se encuentran en la última posición de la línea de la dentadura, al fondo de la boca. En ocasiones, puede existir una patología específica relacionada con el desarrollo y la erupción de estos dientes. No obstante, en la mayoría de los casos, las muelas del juicio presentan un desarrollo asintomático, estén o no impactadas, esto es, parcial o totalmente retenidas.
Su anatomía varía mucho, pueden tener entre una y cuatro raíces y entre uno y seis conductos radiculares, y además pueden tener conductos en forma de «C». Pueden estar significativamente inclinadas en sentido distal y/o vestibular.

## Etimología
Las muelas del juicio tomaron su nombre de la idea de que, dado que aparecen tan tardíamente, a esa edad las personas tienen más juicio que cuando son niños, edad en que aparece el resto de la dentición.
Muchas otras lenguas llaman a esta muela de manera parecida a como se conoce en español. En italiano se la llama dente del giudizio, en portugués y en gallego dente do siso, en griego φρονιμίτης (fronimitis) y en francés dent de sagesse («diente del juicio»), todas significando literalmente «muela del juicio» o «del entendimiento».
En latín se las conocía como dens sapientiae (diente de la sabiduría), con un origen muy parecido al término en español. Este mismo matiz de sabiduría le dan otros idiomas como el inglés, donde se les llama wisdom tooth («diente de la sabiduría»); en alemán, Weisheitszahn («diente de la sabiduría»); en neerlandés, verstandskies («diente de la sabiduría» o «diente del entendimiento»), y en polaco, ząb mądrości («diente de la sabiduría»). En ruso se les dice зуб мудрости (zub múdrasti, «diente de la sabiduría»). En chino, se conocen como zhi ya (智齒), de zhi (sabiduría) y ya (diente). En persa se llaman dandan-e aghl (دندان عقل) y en hebreo, shen bina (שן בינה), y ambas significan «diente de la sabiduría». En maltés toma el nombre de darsa ta' l-għaqal, que significa «diente de la sabiduría», aunque también puede tomar el nombre de darsa ta' l-għaqad, con el sentido de «diente que complementa».[cita requerida]
En árabe se le llama ders-al-a'qel (ضرس العقل), que significa literalmente «muela de la mente».
Otros idiomas hacen referencia a otros aspectos. En gallego se le llama también moa cabeira, que quiere decir «la muela del extremo». En turco se llama 20 yaş dişi («diente de los 20 años»), en referencia directa a la edad en que suele aparecer. En coreano es sa-rang-nee (사랑니), que significa literalmente «diente del amor», en referencia a la juventud y el dolor del primer amor. En japonés se le llama oyashirazu (親知らず), literalmente «desconocido para los padres», dado que a la edad en que aparece se supone que el hijo ya se ha independizado. En indonesio el término utilizado es gigi bungsu, derivado de bungsu («hijo más joven»), que viene del hecho de que, al aparecer tan tarde, estos dientes son «más jóvenes» que el resto. En tailandés se le llama fan-jut (ฟันคุด), literalmente «diente apretujado», en referencia a la falta de espacio en el que aparece.

## Extracción
El profesional mejor cualificado para realizar la extracción del tercer molar es el cirujano oral y maxilofacial. Se realiza en los casos en los que dan sintomatología (dolor grave o agudo, infecciones de repetición... ) o se encuentra algún signo radiológico patológico (como caries en los segundos molares). También, cuando no se puede realizar un tratamiento más conservador de otras patologías, por falta de espacio o dificultad de acceso, o cuando dificulten o impidan la realización de una prótesis dental.

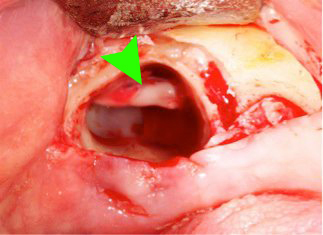
Alveolo dental tras la extracción de un cordal inferior. Puede verse el nervio alveolar inferior (señalado por una flecha). El daño a este nervio es un riesgo habitual de las extracciones de cordales inferiores.

Puntualmente, puede estar recomendada su extracción por motivos ortodóncicos, siempre antes de la realización del tratamiento de ortodoncia, para permitir ciertos movimientos dentales, como la distalización de segundos molares. También, en los casos en los que se prevea una cirugía ortognática con osteotomía en la zona de los terceros molares.

### Contraindicaciones de extracción
Tradicionalmente, se indicaba también la extracción tras el fin de los tratamientos ortodónticos, con el fin de prevenir la recidiva. Sin embargo, no existe evidencia alguna que apoye la conveniencia de esta práctica. No se ha demostrado que las muelas del juicio tengan capacidad para mover otros dientes, ni siquiera cuando están impactadas horizontalmente.
La exodoncia de los cordales asintomáticos con fines preventivos, aun cuando están impactados, no tiene beneficios científicamente probados.
La exodoncia del tercer molar es un procedimiento complejo y con ciertos riesgos, incluyendo daño nervioso (temporal o permanente, con parestesia del labio), perforaciones del seno maxilar, daño a otros dientes durante la extracción, hemorragias e infecciones como la alveolitis seca. En la actualidad, siguen realizándose numerosas extracciones no justificadas de terceros molares, por lo que algunos autores han llegado a calificar a la situación de peligro para la salud pública. A finales de la década de 1990, se reportó que hasta un 44% de las extracciones de terceros molares realizadas en el Reino Unido no tenían una indicación válida.

## Variación
La postulación general es que las calaveras de los primeros homínidos tenían mandíbulas más largas, con más espacio para las muelas del juicio. Sin embargo, no poseían más dientes, ya que todos los primates del Viejo Mundo (Catarrhini) tienen 32.
Diferentes poblaciones humanas difieren mucho en el porcentaje de población que desarrolla muelas del juicio. Según al menos un estudio, la agénesis de las muelas del juicio va de un 0,2 % entre los habitantes de Tasmania hasta casi 100 % entre los indígenas mexicanos. La diferencia está relacionada con el gen PAX9, y quizás con otros genes.
Otros hallazgos sugieren que la dureza de la dieta habitual durante el crecimiento es un factor más importante que la genética en el desarrollo mandibular (y, consiguientemente, del espacio disponible para las muelas del juicio).